# Flipy
Enrique Domingo Pérez Vergara conocido como Flipy es un productor español de diversos programas de cine y televisión, además de cómico y guionista.

## Trayectoria profesional
Flipy ha estado ligado a la industria audiovisual española desde los inicios de su vida profesional, tanto como guionista y cómico como productor de numerosos proyectos televisivos. 
Sus primeras apariciones delante de las cámaras tuvieron lugar en Paramount Comedy como cómico, llegando a ser reconocido por el canal como Mejor Cómico de 2001 por sus espectadores. Tras esto, viajó a Estados Unidos, donde actuó en el Gotham Comedy Club de Nueva York. También viajó a Argentina, apareciendo en el programa dirigido por Marcello Tinelli, "Showmatch".
En España, Flipy ha sido el creador del personaje Johnny Di Parla en el programa "Showmatch" (Antena 3) y ha trabajado como colaborador del programa "La Gran Evasión" (ETB) en donde escribía e interpretaba "El Informativo Fantástico". 
Como actor ha participado en la serie "Paco y Veva" (TVE) y también ha sido actor de doblaje en Lluvia de albóndigas, donde daba voz a su protagonista, Flint, y en Toy Story 3, en la que presta su voz al Señor Chatarra. 
Ha colaborado también con El Gran Wyoming  en La Azotea de Wyoming  (TVE) y con Pepe Navarro en Rufus y Navarro (TVE).
Desde 2006 a 2010 escribió e interpretó al personaje de El Científico Loco del programa de televisión de Pablo Motos en  El hormiguero (Cuatro). 
En el verano de 2010, dio el salto al cine a través de "Campamento Flipy", una comedia en la que ejerce de productor ejecutivo y también interpreta al protagonista de la historia junto a actores como Pablo Carbonell, Pedro Reyes, Rosario Pardo, Eloi Yebra o los integrantes de "Muchachada Nui" Carlos Areces, Ernesto Sevilla o Raúl Cimas.
En 2012 crea junto a Rafa Parbus y David Troncoso la productora audiovisual 100 Balas, de la que actualmente es Director de Contenidos. 
En 2015 participa como creador de la serie "Olmos y Robles" emitida en La 1 de TVE.
En 2017 es productor ejecutivo de Fit Life (Fox Life) y de eSports Generation.

### Radio
- 100x100 (Cadena 100).
- No Somos Nadie (M80 Radio).

### Actor, presentador y colaborador en televisión
- Rufus y Navarro (TVE).
- Sabor a ti (Antena 3).
- Paco y Veva (2004) (TVE).
- Showmatch (Antena 3).
- La azotea de Wyoming (2005) (TVE).
- La gran evasión (ETB).
- El hormiguero (2006-2010). Presentaba la sección de ciencia de lunes a jueves.
- En 2011 presentó Involución, junto a Berta Collado, programa de Neox, el primer programa de la historia de la televisión en la que un concursante se juega todo el dinero que ha ganado contra un chimpancé a piedra, papel o tijera.
- XXS (Cuatro). Presentó el programa en Navidades de 2011 y 2012 junto a Pilar Rubio.
- Se hace saber (2014) (La 1). Colaboración especial.
- El pueblo más divertido (2014) (La 1). Concursante.
- Poder Canijo (2016) (La 1). Colaborador.
- Espinete no existe (2016) (La 1). Colaborador en la sección El Cinexín.
- Pasapalabra (2020 y 2022) (Antena 3). Invitado.

### Cine
- El Callejón (2011) (productor).
- Lluvia de albóndigas (2009) (voz protagonista Flint).
- Campamento Flipy (2010) (actor y productor).
- Toy Story 3 (2010) (voz Señor Chatarra).

### Productor
- Junto con Rafa Parbus y Jorge Torrens fundó la productora Hill Valley en 1999.
- Productor ejecutivo del programa de sketches Muchachada Nui, emitido en La 2 de TVE, durante 4 temporadas (2007-2010).
- Productor ejecutivo del programa de sketches La hora de José Mota (La 1) (2009-2012).
- Productor ejecutivo del especial Nochevieja de José Mota que TVE estrenó en la Nochevieja de 2008 con el título Es bello vivir (2008).
- Productor ejecutivo de la serie para internet "Las Locas Aventuras de Enjuto Mojamuto".
- Productor ejecutivo de la serie Museo Coconut (Neox) (2010-2011, 2014).
- Productor ejecutivo de la serie Plaza de España (La 1) (2011).
- Productor ejecutivo del concurso Involución (Neox) (2011).
- Productor ejecutivo del programa de sketches Se hace saber (La 1) (2013-2014).
- Productor ejecutivo de la serie Retorno a Lilifor (Neox).
- Productor ejecutivo de la serie Chiringuito de Pepe (Telecinco) (2014, 2016).
- Productor ejecutivo de la serie Olmos y Robles (La 1) (2015-2016).
- Productor ejecutivo del programa Espinete no existe (La 1) (2016)
- Productor ejecutivo del programa Fit Life (Fox Life) (2017).
- Productor ejecutivo del programa eSports Generation (Gol) (2017).

### Publicidad
- Campaña de Kinder Bueno para España, Suiza y Portugal.

### Otros
- Videoclip del grupo Guateque All Stars de una canción interpretada por el MC español Frank T.
- Idealista principal del programa emitido en Cuatro Sopa de gansos (2015).